# Imagmi (cràter)
Imagmi és un cràter d'impacte en el planeta Venus de 7,6 km de diàmetre. Porta el nom d'un antropònim inuktitut, i el seu nom va ser aprovat per la Unió Astronòmica Internacional el 1997.